# Europamästerskapen i badminton 1974
Europamästerskapen i badminton 1974 anordnades den 18-20 april i Wien, Österrike. 

## Medaljsummering
| Pl. | Nation        | Guld | Silver | Brons | Totalt |
| --- | ------------- | ---- | ------ | ----- | ------ |
| 1   | England       | 4    | 2      | 4     | 10     |
| 2   | Sverige       | 1    | 1      | 1     | 3      |
| 3   | Västtyskland  | 1    | 0      | 1     | 2      |
| 4   | Danmark       | 0    | 3      | 3     | 6      |
| 5   | Nederländerna | 0    | 0      | 2     | 2      |

## Resultat
| Event       | Guld                        | Silver                       | Brons                              |
| Herrsingel  | Sture Johnsson              | Thomas Kihlström             | Flemming Delfs                     |
| Herrsingel  | Sture Johnsson              | Thomas Kihlström             | Derek Talbot                       |
| Damsingel   | Gillian Gilks               | Lene Køppen                  | Joke van Beusekom                  |
| Damsingel   | Gillian Gilks               | Lene Køppen                  | Margaret Beck                      |
| Herrdubbel  | Willi Braun Roland Maywald  | Svend Pri Poul Petersen      | Ray Stevens Mike Tredgett          |
| Herrdubbel  | Willi Braun Roland Maywald  | Svend Pri Poul Petersen      | Elo Hansen Flemming Delfs          |
| Damdubbel   | Gillian Gilks Margaret Beck | Susan Whetnall Nora Gardner  | Pernille Kaagaard Ulla Strand      |
| Damdubbel   | Gillian Gilks Margaret Beck | Susan Whetnall Nora Gardner  | Joke van Beusekom Marjan Luesken   |
| Mixeddubbel | Derek Talbot Gillian Gilks  | Elliot Stuart Susan Whetnall | Wolfgang Bochow Marieluise Zizmann |
| Mixeddubbel | Derek Talbot Gillian Gilks  | Elliot Stuart Susan Whetnall | Mike Tredgett Barbara Giles        |
| Lag         | England                     | Danmark                      | Sverige                            |